# Lipa (Przasnysz)
Pour les articles homonymes, voir Lipa.
Lipa (prononciation : [ˈlipa]) est un village polonais de la gmina de Jednorożec dans le powiat de Przasnysz de la voïvodie de Mazovie dans le centre-est de la Pologne.

## Histoire
De 1975 à 1998, le village appartenait administrativement à la voïvodie d'Ostrołęka.